# Ithomia boucardi
Ithomia boucardi är en fjärilsart som beskrevs av Druce 1875. Ithomia boucardi ingår i släktet Ithomia och familjen praktfjärilar. Inga underarter finns listade i Catalogue of Life.